# Felim de Kilmore
Felim de Kilmore o Fedlimino de Kilmore (Kiennacta Breagh, s. VI - Kilmore, s.VI) fue un noble y obispo católico celta del siglo VI. Es venerado tardíamente por la iglesia católica y su memoria litúrgica se celebra el 9 de agosto.

## Hagiografía

### Orígenes
Felim probablemente nació en Kiennacta Breagh (hoy Irlanda) y al parecer era de noble linaje pues su padre era Carill, descendiente de Eógan mac Néill, Niall de los Nueve Rehenes y Eochaid Mugmedón. Su madre Devida, también descendía de nobles celtas, pues descendía de Dubhthach moccu Lughair, noble irlandés y poeta para el rey Lóegaire mac Néill.
Felim era, según la tradición, hermano de Mainchín, Senan, Caillin, Daigh, Femia y Diarmaid el Justo, todos ellos considerados también santos por la Iglesia local.

### Misión
Fue un hermitaño y monje, discípulo del misionero irlandés Columba. 
Cuando tuvo la experiencia suficiente, siguió los pasos de su maestro y fundó con algunos alumnos la ciudad de Kilmor, de la que llegó a ser su primer obispo. También fundó un monasterio en la ciudad de Tonymore.

## Culto
El 9 de agosto está consagrado a su memoria, pero a pesar de ser un personaje del siglo VI, su culto se considera tardío, ya que data de apenas el siglo XVII. También se le veneraba el 3 de agosto. Se dice que el cambio de fecha del 3 al 9 fue porque su culto se extendía por una semana, abarcando ambos días.
Se le rinde culto en la Catedral de Cavan, en la ciudad homónima, Irlanda, donde también se le rindo culto a su maestro Columba de Iona.
Felmin es el santo patrón de la diócesis de Kilmore.